# Тайбулл, Матисс
Матисс Винсент Тайбулл (англ. Matisse Vincent Thybulle; род. 4 марта 1997 года, Скотсдейл, штат Аризона, США) — австралийский и американский баскетболист, выступающий за клуб НБА «Портленд Трэйл Блэйзерс».
Был выбран на драфте НБА 2019 года под 20-м номером командой «Бостон Селтикс», но затем был обменян в клуб «Филадельфия Севенти Сиксерс». Играет на позиции атакующего защитника.
В составе сборной Австралии стал бронзовым призёром Олимпийских игр 2020 года.

## Профессиональная карьера

### Филадельфия Севенти Сиксерс (2019—2023)
Команда «Филадельфия Севенти Сиксерс» обратила внимание на Тайбулла перед драфтом НБА 2019 года. «Филадельфия», проиграв во втором раунде плей-офф будущему чемпиону НБА «Торонто Рэпторс», искала игрока, способного сразу же внести свой вклад в завоевание чемпионского титула.
«Сиксерс» договорись, чтобы Тайбулл прекратил тренировки для других команд, пообещав взамен выбрать его в первом раунде под общим 24 номером. В итоге «Селтикс» выбрали его под 20 номером и тут же обменяли в «Сиксерс», получив в результате обмена 24-й и 33-й пики.
3 июля 2019 года Тайбулл подписал контракт с «Сиксерс». 23 октября он дебютировал в НБА, выйдя со скамейки запасных в победе над «Селтикс» и набрав три очка, один подбор, ассист, два перехвата и два блока. Набрав 20 очков, реализовав пять трехочковых и три перехвата в победе над «Рэпторс» 8 декабря, Тайбулл стал вторым новичком в «Сиксерс» с 1983 года после Аллена Айверсона, кому удалось реализовать пять трехочковых и три перехвата в одной игре с 1983 года.
11 июля 2020 года Тайбулл начал выкладывать на YouTube серию влогов, посвященных «Пузырю» НБА 2020 года в спортивном комплексе ESPN Wide World of Sports Complex в Орландо, штат Флорида.
В свой второй сезон Тайбулл был включен во вторую сборную всех звёзд защиты, хотя в среднем проводил в игре не более 20 минут. Он стал лидером НБА по количеству перехватов на 100 владений, а также по количеству выбитых мячей (5,6 в пересчете на 36 минут).
29 октября 2021 года «Сиксерс» активировали опцию команды в контракте Тайбулла, продлив его контракт до конца сезона 2022/23.

### Портленд Трэйл Блэйзерс (2023—настоящее время)
9 февраля 2023 года Тайбулл был обменян в команду «Портленд Трэйл Блэйзерс» в рамках сделки с участием «Шарлотт Хорнетс» и «Нью-Йорк Никс».
13 февраля Тайбулл дебютировал в составе «Трэйл Блэйзерс», набрав 14 очков, 6 подборов, 2 передачи и 3 блока в победе над «Лос-Анджелес Лейкерс».
6 июля 2023 года «Портленд» сохранил в составе Тайбулла, повторив предложение «Далласа» о трехлетнем контракте на 33 миллиона долларов.
24 июня 2025 года Тайбулл активировал опцию в контракте и остался в «Портленде» на сезон 2025/26.

## Карьера в национальной сборной
Тайбулл имеет двойное гражданство - Австралии и США, поэтому может представлять любую из этих стран. Когда Тайбулла спросили, будет ли он представлять сборную Австралии на Олимпийских играх 2020 года в Токио, он ответил, что гордится своими австралийскими корнями, но не предполагает, что получит приглашение.
3 февраля 2021 года Тайбулл был включен в состав сборной Австралии на Олимпийские игры в Токио, которые начались сразу после финала НБА 2021 года. Тайбулл помог Австралии получить первую в истории олимпийскую медаль в мужском баскетболе, обыграв Словению в матче за бронзу.

## Статистика

### Статистика в НБА
| Сезон                                                                                    | Команда     | Регулярный сезон | Регулярный сезон | Регулярный сезон | Регулярный сезон | Регулярный сезон | Регулярный сезон | Регулярный сезон | Регулярный сезон | Регулярный сезон | Регулярный сезон | Регулярный сезон | Серия плей-офф | Серия плей-офф | Серия плей-офф | Серия плей-офф | Серия плей-офф | Серия плей-офф | Серия плей-офф | Серия плей-офф | Серия плей-офф | Серия плей-офф | Серия плей-офф |
| Сезон                                                                                    | Команда     | GP               | GS               | MPG              | FG%              | 3P%              | FT%              | RPG              | APG              | SPG              | BPG              | PPG              | GP             | GS             | MPG            | FG%            | 3P%            | FT%            | RPG            | APG            | SPG            | BPG            | PPG            |
| ---------------------------------------------------------------------------------------- | ----------- | ---------------- | ---------------- | ---------------- | ---------------- | ---------------- | ---------------- | ---------------- | ---------------- | ---------------- | ---------------- | ---------------- | -------------- | -------------- | -------------- | -------------- | -------------- | -------------- | -------------- | -------------- | -------------- | -------------- | -------------- |
| 2019/20                                                                                  | Филадельфия | 65               | 14               | 19,8             | 42,3             | 35,7             | 61,0             | 1,6              | 1,2              | 1,4              | 0,7              | 4,7              | 4              | 1              | 18,8           | 42,9           | 25,0           | -              | 1,8            | 0,5            | 0,8            | 0,3            | 1,8            |
| 2020/21                                                                                  | Филадельфия | 65               | 8                | 20,0             | 42,0             | 30,1             | 44,4             | 1,9              | 1,0              | 1,6              | 1,1              | 3,9              | 12             | 1              | 18,3           | 48,1           | 32,4           | 40,0           | 1,4            | 0,3            | 1,3            | 0,9            | 5,3            |
| 2021/22                                                                                  | Филадельфия | 66               | 50               | 25,5             | 50,0             | 31,3             | 79,1             | 2,3              | 1,1              | 1,7              | 1,1              | 5,7              | 9              | 0              | 15,2           | 45,8           | 28,6           | 33,3           | 1,0            | 0,4            | 0,8            | 0,8            | 3,0            |
| 2022/23                                                                                  | Филадельфия | 49               | 6                | 12,1             | 43,1             | 33,3             | 75,0             | 1,3              | 0,5              | 0,9              | 0,3              | 2,7              | Не участвовал  | Не участвовал  | Не участвовал  | Не участвовал  | Не участвовал  | Не участвовал  | Не участвовал  | Не участвовал  | Не участвовал  | Не участвовал  | Не участвовал  |
| 2022/23                                                                                  | Портленд    | 22               | 22               | 27,7             | 43,8             | 38,8             | 62,5             | 3,5              | 1,4              | 1,7              | 0,8              | 7,4              | Не участвовал  | Не участвовал  | Не участвовал  | Не участвовал  | Не участвовал  | Не участвовал  | Не участвовал  | Не участвовал  | Не участвовал  | Не участвовал  | Не участвовал  |
| 2023/24                                                                                  | Портленд    | 65               | 19               | 22,9             | 39,7             | 34,6             | 75,9             | 2,1              | 1,4              | 1,7              | 0,8              | 5,4              | Не участвовал  | Не участвовал  | Не участвовал  | Не участвовал  | Не участвовал  | Не участвовал  | Не участвовал  | Не участвовал  | Не участвовал  | Не участвовал  | Не участвовал  |
| 2024/25                                                                                  | Портленд    | 15               | 5                | 20,8             | 47,7             | 43,8             | 46,7             | 3,5              | 1,9              | 2,2              | 0,6              | 7,5              | Не участвовал  | Не участвовал  | Не участвовал  | Не участвовал  | Не участвовал  | Не участвовал  | Не участвовал  | Не участвовал  | Не участвовал  | Не участвовал  | Не участвовал  |
|                                                                                          | Всего       | 347              | 124              | 20,9             | 43,8             | 34,3             | 66,1             | 2,0              | 1,1              | 1,6              | 0,8              | 4,9              | 25             | 2              | 17,3           | 47,0           | 30,8           | 37,5           | 1,3            | 0,4            | 1,0            | 0,8            | 3,9            |
| Наведите курсор мыши на аббревиатуры в заголовке таблицы, чтобы прочесть их расшифровку. |             |                  |                  |                  |                  |                  |                  |                  |                  |                  |                  |                  |                |                |                |                |                |                |                |                |                |                |                |

### Статистика в NCAA
| Сезон | Команда   | Conf   | Class | GP  | GS  | MPG  | FG%  | 3P%  | FT%  | RPG | APG | SPG | BPG | PPG  |
| --- | --------- | ------ | ----- | --- | --- | ---- | ---- | ---- | ---- | --- | --- | --- | --- | ---- |
| 2015/16 | Вашингтон | Pac-12 | FR    | 34  | 34  | 24,1 | 39,7 | 36,6 | 71,4 | 3,2 | 1,6 | 1,1 | 0,9 | 6,2  |
| 2016/17 | Вашингтон | Pac-12 | SO    | 31  | 31  | 29,9 | 44,8 | 40,5 | 84,1 | 3,1 | 1,8 | 2,1 | 0,7 | 10,5 |
| 2017/18 | Вашингтон | Pac-12 | JR    | 34  | 33  | 32,3 | 44,5 | 36,5 | 71,4 | 2,9 | 2,6 | 3,0 | 1,4 | 11,2 |
| 2018/19 | Вашингтон | Pac-12 | SR    | 36  | 36  | 31,1 | 41,5 | 30,5 | 85,1 | 3,1 | 2,1 | 3,5 | 2,3 | 9,1  |
| Всего | Всего     | Всего  | Всего | 135 | 134 | 29,4 | 42,9 | 35,8 | 78,2 | 3,1 | 2,0 | 2,5 | 1,4 | 9,2  |
| Наведите курсор мыши на аббревиатуры в заголовке таблицы, чтобы прочесть их расшифровку Статистика приведена с сайта sports-reference.com |           |        |       |     |     |      |      |      |      |     |     |     |     |      |